# Покровка (Чановский район)
Покро́вка — село в Ча́новском районе Новосибирской области. Образует Покровский сельсовет.

## География
Расположено в 50 км от районного центра — посёлка Чаны и в 452 км на запад от Новосибирска.
Граничит с Венгеровским и Куйбышевским районами. Село находится по обе стороны реки Ича, правого притока реки Омь. Река Ича в период половодья, весной, разливается. Местность представляет собой пересечённую гривами равнину Барабинской лесостепи Западно-Сибирской низменности.

## История
Прокладка Сибирского Московского тракта через село относится к 1720-м — 80-м годам. Как утверждают местные жители, благодаря появлению тракта и возникло с. Покровское. Согласно "Списку населённых мест Сибирского края" , село возникло в 1727 году. Коренными жителями Барабы в то время были барабинские татары, кочевники-казахи, калмыки-джунгары, которые совершали набеги на русские поселения.
С возникновением Сибирского тракта первыми поселенцами Покровского стали «ямские охотники», крестьяне-бунтовщики, крестьяне, переведённые из европейской части России, ссыльные, отставные солдаты, раскольники, выселенные с семьями на поселение, казаки-бунтовщики.
С развитием торговли на Сибирском тракте росли возникшие там поселения, так же и Покровское становилось большим трактовым селом. Тракт давал разнообразные источники доходов: жители занимались ямщиной (контрактовой и вольной), товарным извозом, содержали заезжие и постоялые дворы, продавали фураж, ямщицкую снасть. По тракту шло всё торговое движение Сибири. Шли обозы, караваны, перевозилось золото, почта, ехали чиновники, переселенцы, воинские команды. Ежегодно по тракту (по тележному и санному пути) проходило 80—100 тысяч подвод и до 20 тысяч возчиков-ямщиков. Провозилось свыше 4 млн пудов грузов. С востока везли чай, китайские шелка, золото, пушнину, шерсть, воск, икру и т.д. С запада перевозили мануфактуру, сахар, чугун, железо, фабрично-заводские изделия, выделанные кожи, кожевенные изделия, стеариновые свечи и т.д.
Количество населения в селе росло. Крестьяне-переселенцы стали заниматься хлебопашеством, скотоводством. В селе был этапный дом – ночлег для арестантов. Партии арестованных шли по тракту круглый год. Закованные в кандалы, они шли в любую погоду: дождь, снежную метель, лютый мороз. Плохо одетые, полуголодные, они часто болели, особенно зимой и осенью.
По тракту через село прошли многочисленные ссыльные: декабристы, польские повстанцы, землевольцы, народовольцы, социал-демократы, в том числе: писатель-вольнодумец Радищев Александр Николаевич — в 1791—1797 гг., декабрист Пущин И.И. — в 1829 г., революционер Чернышевский М.Г. — в 1864 г.
Писатель Чехов А.П. проезжал через село в 1890 г. Здесь же, в 1847 году, проезжали к своим мужьям-декабристам на Нерчинскую каторгу княгини Волконская и Трубецкая.
В 1760—1797 гг., с. Покровское входило в Тарский уезд Тобольской губернии. Позднее, в 1804—1810 гг., село относилось к инскому Каинскому уезду Томской губернии. Количество населения увеличивалось – Сибирский тракт оказал большое влияние на заселение. Сюда переселялись из европейской части украинцы (из ПолтавскойСумской, и других областей). В 1900—1914 гг. в Покровском насчитывалось уже около 500 дворов.
К середине 1920-х годов в село Покровка переехала часть родственников купца Сорокина из раскулаченного в 1922-23 годах родового имения юго-западнее Карасука (село Сорочиха), которые построили в Покровке много новых домов и прибавили в населении. В том числе, в селе Покровка похоронена Татьяна Сорокина (в народе «Сорочиха»), которая переехала сюда с сыном Степаном Ивановичем Сорокиным и многочисленными своими работниками, последовавшими за Сорокиными.
В 1926 г. в селе Покровском имелся сельский совет, школа, маслодельный завод, лавка общества потребителей. Население по переписи 1926 г. составляло 2276 человек (1112 мужчин и 1164 женщины).

## Население
| 1926 | 1996 | 2002 | 2007 | 2010 | 2012 | 2013 |
| ---- | ---- | ---- | ---- | ---- | ---- | ---- |
| 2276 | ↘900 | ↘812 | ↘708 | ↘521 | ↘502 | ↘494 |
| 2014 | 2015 | 2016 | 2017 | 2018 | 2019 | 2020 |
| ↘446 | ↘437 | ↘430 | ↘409 | ↗411 | ↘398 | ↘384 |
| 2021 |      |      |      |      |      |      |
| ↘367 |      |      |      |      |      |      |